# Bitwa pod Großbeeren
Bitwa pod Großbeeren (Grossbeeren) – starcie zbrojne, które miało miejsce 23 sierpnia 1813 roku podczas wojen napoleońskich.
Bitwa stoczona została w okolicach miejscowości Großbeeren, Blankenfield i Sputendorf. Dowodzący szwedzko-pruską armią książę Karol Jan pobił francuską armię dowodzoną przez marszałka Nicolasa Oudinota. Napoleon zamierzał zdobyć Berlin, by zmusić Prusy do opuszczenia szóstej koalicji, jednak uniemożliwiły to fatalna deszczowa pogoda, ciężka choroba marszałka Oudinota i znajdujące się na południu od pruskiej stolicy bagna.

## Wstęp
Po bitwie pod Budziszynem obie walczące strony zgodziły się na siedmiotygodniowy rozejm. Każda ze stron liczyła, że uda się jej przygotować do dalszych działań lepiej od przeciwnika. Gdy walki zostały wznowione Napoleon wydał w sierpniu rozkaz przejścia do ofensywy mającej na celu zdobycie stolicy Prus Berlina. Sądzono, że uda się w ten sposób zmusić Prusy do zawarcia separatystycznego pokoju. W międzyczasie Napoleon trzymał znaczną część swych sił jako strategiczną osłonę przed możliwymi ruchami potężnej armii austriackiej, która koncentrowała się w południowo-wschodnich Niemczech.
Na wodza armii mającej przeprowadzić decydującą ofensywę na Berlin Napoleon wyznaczył jednego ze swych najdzielniejszych i najzdolniejszych dowódców - marszałka Nicolasa Oudinota. Oudinot z powodu swego stanu zdrowia nie czuł się na siłach, by podjąć się realizacji tego zadania i dlatego próbował zrezygnować z zaszczytnej funkcji. Powodem kłopotów zdrowotnych marszałka były niezaleczone jeszcze w pełni rany odniesione w poprzednim roku podczas tak fatalnej dla Francji kampanii rosyjskiej. Jednak cesarz nalegał, więc nie mogąc już dłużej odmawiać, Oudinot przyjął dowództwo. Powierzona mu armia składała się z 4 korpusów liczących łącznie 65 000 piechoty i tylko 6500 jazdy (był to 4 korpus Bertranda, 7 korpus Reyniera, 12 korpus Oudinota, którym dowodził Guilleminot, oraz 3 korpus kawalerii). Cała armia liczyła łącznie 10 dywizji - w tym 2 saskie, jedna bawarska, jedna wirtemberska i jedna włoska. Pozostałe 4 dywizje francuskie również częściowo składały się z żołnierzy włoskich.
Nie znając planów Napoleona i Oudinota, koalicja realizowała swój własny plan, utworzony podczas rozejmu zawartego w Traszenbergu. Biorąc pod uwagę dotychczasowe dotkliwe porażki z Francuzami w tych bitwach, gdzie bezpośrednio dowodził Napoleon, członkowie koalicji postanowili osłabiać Francuzów w walkach toczonych tylko z marszałkami i generałami Napoleona - z nim samym wojska koalicji miały unikać bitwy. Z tego powodu wydzielając armię Oudinota Napoleon poszedł na rękę swym nieprzyjaciołom.
Berlin osłaniała potężna armia szwedzkiego księcia Karola Jana (90 000 Prusaków, Rosjan i Szwedów) złożona z pruskich korpusów Bülowa i Tauentziena, rosyjskiego korpusu Woroncowa oraz szwedzkiego korpusu Stendicka. Część tej armii blokowała Davouta w okolicach Hamburga. Oudinot 21 sierpnia odrzucił korpus Tauentziena pod Trebbinem i ruszył z trzema korpusami liczącymi łącznie 60 000 żołnierzy w kierunku Berlina.

## Bitwa

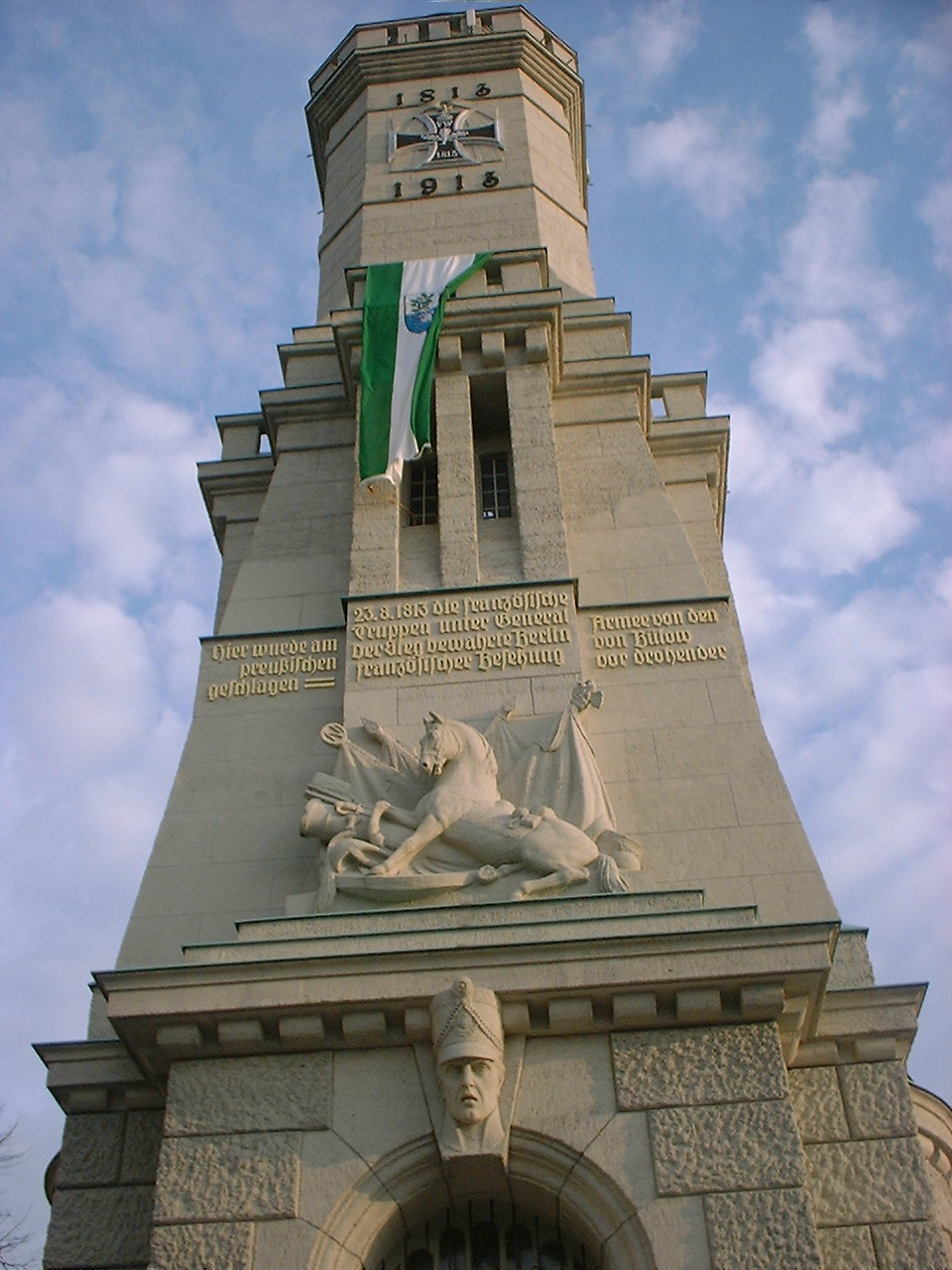
pomnik upamiętnia bitwę

Od samego początku francuska ofensywa napotykała liczne trudności. Już w chwili wymarszu, czyli 19 sierpnia, pogoda bardzo się pogorszyła, a potężne ulewy zamieniły drogi w rzeki błota, niemal uniemożliwiając transport artylerii. W trakcie dalszego marszu wojska francuskie wkroczyły na obszar leżący na południe od Berlina pokryty małymi jeziorkami i licznymi mokradłami. W tych warunkach terenowych nawet przy najlepszej pogodzie tylko kilka dróg pozwalało zbliżyć się do pruskiej stolicy od południa.
Padający deszcz przekształcił pruskie pozycje obronne w liczne ufortyfikowane wyspy. Oudinot zmuszony został do prowadzenia swej armii trzema oddzielnymi drogami. Podzielone na trzy części wojska francuskie miały poważne problemy z utrzymaniem komunikacji. Liczący 13 000 żołnierzy i 32 działa 4 korpus generała Bertranda zajmował prawe skrzydło maszerującej armii, podczas gdy liczący 20 000 żołnierzy (głównie niedoświadczeni rekruci) 12 korpus generała Guilleminota maszerował na lewym skrzydle.
W środku maszerowała główna kolumna armii Oudinota, którą formował 7 korpus generała Reyniera. Korpus ten złożony z jednostek francuskich oraz sprzymierzonych jednostek saskich liczył 27 000 żołnierzy. Oudinot nie spodziewał się większego oporu ze strony Prusaków, ponadto z powodu niewielkiej ilości kawalerii nie miał żadnych informacji o pozycjach, jakie zajmował nieprzyjaciel. Berlina broniła prusko-szwedzka Armia Północy dowodzona przez szwedzkiego księcia Karola Jana, który jako marszałek Bernadotte należał niegdyś do najzdolniejszych dowódców Napoleona.
Włoska dywizja korpusu Bertranda zaatakowała pruski korpus Tauentziena, który bronił Blankenfelde i została odparta. Gdy korpus Reyniera dotarł do Großbeeren, natknął się na znaczną część armii księcia Karola Jana szykującą się do bitwy. Działając z własnej inicjatywy i bez wsparcia Reynier uderzył na pruski korpus von Bülowa, który właśnie został wzmocniony przez oddziały szwedzkie i osiągnął stan 38 000 żołnierzy. Do ataku ruszyła saska dywizja Sahra. Bertrand w tym czasie czekał na wynik ataku Reyniera. Sasi początkowo odnieśli sukces, jednak wkrótce załamali się po pruskim kontrataku i rzucili się do ucieczki. By ratować sytuację Reynier rzucił do natarcia dwie kolejne dywizje - saską dywizję Durrute'a i francuską Lecoqa. Dywizja saska Durrute'a także rzuciła się do ucieczki, natomiast natarcie dywizji Lecoqa zostało odparte dzięki pomocy Szwedów. Oudinot nie wziął udziału w walce, gdyż stał w Ahrensdorfie, skąd obserwował Rosjan i Szwedów. Posłał jednak Reynierowi na pomoc dywizję kawalerii i dywizję piechoty. Kawaleria francuska dowodzona przez Fourniera wykonała po zmierzchu szarżę, przechodząc przez cały korpus Bülowa, jednak nie uzyskawszy wsparcia, musiała się wycofać.
Oudinot z powodu trudności z koncentracją swych sił przybył na miejsce walk późno, gdy Reynier starał się bezskutecznie skłonić swych zdemoralizowanych stratami Sasów do kolejnego ataku. Uświadomiwszy sobie całą sytuację i widząc, że armia francuska zajmuje nieosłoniętą pozycję, Oudinot wydał rozkaz do odwrotu na Jüterbog. Armia jego poniosła bardzo duże straty - sam korpus Reyniera stracił 3000 zabitych i rannych, 1500 jeńców i 13 dział. Armia sprzymierzonych straciła około 1000 żołnierzy.

## Po bitwie
Porażka pod Großbeeren w połączeniu z chorobą skłoniły Oudinota, by wycofać się do Wirtembergii. Napoleon wściekł się, jednak nie z powodu przegranej bitwy, ale właśnie z powodu tego odwrotu. Według cesarza marszałek powinien wrócić na pierwotne pozycje pod Luckau. Na miejsce Oudinota dowódcą pokonanej armii został marszałek Ney, który miał ponowić próbę opanowania Berlina. Doprowadziło to do bitwy pod Dennewitz.
Bitwa pod Großbeeren miała niemałe znaczenie strategiczne, gdyż wraz z klęską pod Kulm zniweczyła korzyści odniesione ze zwycięstwa pod Dreznem.